# Kengkou, Zhejiang
Kengkou (kinesiska: 坑口, 坑口乡) är en socken i Kina. Den ligger i provinsen Zhejiang, i den östra delen av landet, omkring 200 kilometer sydväst om provinshuvudstaden Hangzhou. Kengkou ligger vid sjön Huangtankou Shuiku.
Genomsnittlig årsnederbörd är 2 542 millimeter. Den regnigaste månaden är juni, med i genomsnitt 518 mm nederbörd, och den torraste är oktober, med 41 mm nederbörd.